# Бялоґронди
Бялоґронди (пол. Białogrądy) — село в Польщі, у гміні Граєво Ґраєвського повіту Підляського воєводства.
Населення — 133 особи (2011).
У 1975-1998 роках село належало до Ломжинського воєводства.

## Демографія
Демографічна структура станом на 31 березня 2011 року:
|          | Загалом | Допрацездатний вік | Працездатний вік | Постпрацездатний вік |
| -------- | ------- | ------------------ | ---------------- | -------------------- |
| Чоловіки | 65      | 13                 | 40               | 12                   |
| Жінки    | 68      | 15                 | 31               | 22                   |
| Разом    | 133     | 28                 | 71               | 34                   |